# Ali Akbar Dehkhoda

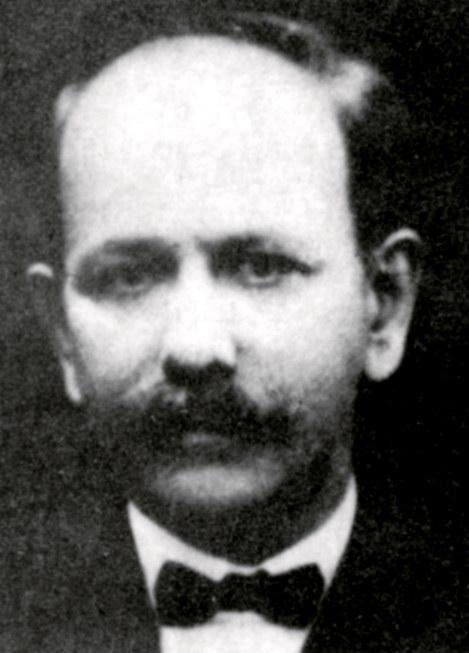
Ali Akbar Dehkhoda

Ali Akbar Dehkhoda (persiska: علی‌اکبر دهخدا) född 1879 i Teheran, Persien, död 1956 i Teheran, var en iransk språkvetare, författare, översättare, politiker och professor vid Teherans universitet. Han är huvudförfattare till Loghatnāme-ye Dehkhodā (Dehkhodas ordbok) som kan betecknas som Irans nationalencyklopedi.

## Biografi
Dehkhoda föddes i Teheran. Hans far avled när han var 10 år gammal. I skolan visade Dehkhoda stor begåvning inom ämnena persisk litteratur, arabiska och franska. Han tog gymnasieexamen i statsvetenskap och trädde i tjänst vid Utrikesdepartementet. Han blev samtidigt aktiv i iransk politik och invaldes i parlamentet som representant för provinserna Kerman och Teheran. Dehkhoda verkade även som rektor för Teherans Statsvetenskapliga Högskola (Madrese-ye Olum-e Siāsi) och senare som prefekt för den juridiska fakulteten vid Teherans universitet. 1903 började han arbeta vid Irans ambassad i Balkanländerna, men återvände två år senare till Iran där han blev involverad i den konstitutionella rörelsen. I Teheran publicerade han 1907 dagstidningen Sur-e Esrāfil tillsammans med Mirza Jahangir Khan och Qasem Khan under två år. Kungen Mohammad-Ali Shah upplöste parlamentet och utvisade Dehkhoda och några andra liberaler till Frankrike. Dehkhoda flyttade kort därefter till Schweiz där han fortsatte Dehkhoda sin litterära verksamhet i Yverdon och publicerade artiklar och understreckare i Sur-e Esrāfil. Efter en tid i Istanbul återvände han till Iran 1911 efter att Mohammad-Ali Shah avsatts och blev ledamot av det nya parlamentet. 
Under Reza Shahs styre utsågs Dehkhoda till chef för Kulturdepartementet och invaldes i den nyinrättade Persiska akademien. Det var under denna period han påbörjade arbetet med ordboken Loghatnāme-ye Dehkhodā som utkom i sexton volymer 1931. Detta verk är det mest omfattande persiska lexikon som hitintills publicerats.
Dehkhoda är begravd i staden Shahr-e Rayy söder om Teheran.